# Luciana Tomasi
Luciana Tomasi (Porto Alegre, 16 de janeiro de 1959) é uma produtora de cinema brasileira. 

## Formação
Formou-se em Comunicação Social/Jornalismo Gráfico e Audiovisual na Universidade Federal do Rio Grande do Sul em 1980  e, nos anos seguintes, trabalhou como repórter na TV Guaíba e na RBS TV, geralmente cobrindo a área cultural. Tomasi integrava à época um grupo de jovens cineastas com base em Porto Alegre que realizava filmes em super-8, junto com Giba Assis Brasil, seu colega de curso, e Carlos Gerbase, que depois se tornou seu marido.  

## Os Replicantes
Na área da música, foi produtora, tecladista e vocalista de apoio da banda Os Replicantes. O grupo surgiu no final de 1983, reunindo Carlos Gerbase, Heron Heinz, Cláudio Heinz e Wander Wildner. Luciana atuava como produtora. Em 1985, Luciana dirigiu o primeiro videoclipe independente gravado no Rio Grande do Sul e primeiro clipe de punk rock do Brasil, para a música "Nicotina".  De 1987 a 1991, também atuou como tecladista e vocalista de apoio da banda, participando dos álbuns Histórias de Sexo & Violência (1987) , Papel de Mau (1989) e Androides Sonham com Guitarras Elétricas (1991). 

## Casa de Cinema
No mesmo período em que a banda "Os Replicantes" foi formada, Luciana produziu e atuou no primeiro longa-metragem de Carlos Gerbase (ainda em super-8), "Inverno", de 1983. No ano seguinte, Luciana, Gerbase e Heron Heinz fundaram a Invideo Produções Cinematográficas, que realizou curtas-metragens e vídeos institucionais. Em dezembro de 1987, o trio se uniu a outras dez pessoas (entre elas Giba Assis Brasil e Jorge Furtado) para formar a Casa de Cinema de Porto Alegre, em regime de cooperativa informal.  Luciana foi sócia da Casa de Cinema por vinte e quatro anos. 
Em 1989, Tomasi produziu o primeiro grande sucesso da Casa, o documentário Ilha das Flores , com direção de Jorge Furtado, que recebeu vários prêmios nacionais e internacionais, entre eles o Urso de Prata de melhor curta-metragem no Festival de Berlim  e os prêmios da crítica e do público no Festival de Clermont-Ferrand, o mais importante festival de curtas do mundo. O sucesso do filme viabilizou outros projetos da Casa de Cinema, tornando possível que Luciana se dedicasse exclusivamente à produção cinematográfica. 
A partir de 1991, a Casa de Cinema se tornou uma produtora independente com seis sócios (Luciana Tomasi, Carlos Gerbase, Giba Assis Brasil, Jorge Furtado, Ana Luiza Azevedo e Nora Goulart). Durante a década de 1990, Luciana produziu diversos curtas-metragem pela Casa, entre eles "Deus Ex Machina" (1995) , de Carlos Gerbase, que recebeu nove prêmios no Festival de Cinema de Gramado e menção honrosa no Festival de Clermont-Ferrand. Nos anos 2000, produziu uma série de longas-metragens que atingiram notoriedade nacional, como "Tolerância" (2000)  e "Sal de Prata" (2005), de Carlos Gerbase; "O homem que copiava" (2003), "Meu tio matou um cara" (2004) e "Saneamento básico, o filme" (2007), dirigidos por Jorge Furtado. Em 2007, a Casa de Cinema foi a primeira instituição a ser premiada no Festival de Cinema de Gramado com o troféu Oscarito, entregue aos seus seis sócios. 

## Prana Filmes
Em 2011, Luciana saiu da Casa de Cinema junto com seu marido, Carlos Gerbase, para fundar sua própria produtora, a Prana Filmes, da qual é diretora. Entre os principais filmes produzidos pela empresa estão "Bio" (2018), de Carlos Gerbase, "Yonlu" (2017), de Hique Montanari e "Legalidade" (2018), de Zeca Britto.

## Livros
Além do cinema e da música, uma das paixões de Tomasi é a filosofia indiana e a prática de yoga. Ela escreveu e publicou três livros em que conta histórias sobre suas viagens, particularmente pelo subcontinente indiano: "Um Spa na Índia" (ed. Libretos, 2007) , "Três Cidades Perto do Céu" (ed. Artes & Ofícios, 2011)  e "Bem Longe de Casa" (ed. Besourobox, 2018). 

## Acusação de racismo
Em julho de 2020, Tomasi envolveu-se numa polêmica em que foi acusada de racismo. Num debate via videoconferência promovido pela Associação Profissional de Técnicos Cinematográficos do Rio Grande do Sul, afirmou, em resposta à pergunta de um espectador: "não adianta a gente tentar fazer um 'filme da senzala'. Não seria o nosso melhor. Então, cada um tem que mostrar o que curtia e como é que veio. Então, eu acho que eu tava totalmente ambientada. Inclusive eu tenho sangue francês também, não adianta, então cada um faz da sua história".
A fala de Tomasi foi imediatamente repudiada, ainda na videoconferência, pela cineasta afro-brasileira Mariani Ferreira, que posteriormente manifestou em uma rede social que Tomasi foi "extremamente racista e infeliz" e que "nossa existência é muito maior do que apenas a história da dor que nossos ancestrais sofreram nas mãos dos europeus e seus descendentes". A Associação Profissional de Técnicos Cinematográficos do Rio Grande do Sul também repudiou o racismo da fala de Tomasi e editou a descrição da íntegra do debate no YouTube, para incluir o aviso "este vídeo contém falas de cunho racista".
Quatro dias após o debate e depois de ampla repercussão do ocorrido na opinião pública, Luciana Tomasi assumiu que sua fala foi "infeliz e racista" e pediu desculpas.

## Filmografia
(como produtora)
Longas-metragens
- Legalidade (2019)
- Yonlu (2017)
- Bio (2017)
- Menos que Nada (2012)
- 1983 - O Ano Azul (2009) - Documentário
- Antes Que o Mundo Acabe (2009)
- Saneamento Básico, O Filme (2007)
- Sal de Prata (2005)
- Meu Tio Matou um Cara (2004)
- Bens Confiscados (2004)
- O Homem Que Copiava (2003)
- Houve uma Vez Dois Verões (2002)
- Tolerância (2000)
- Felicidade É... (1995) - Episódio "Estrada"

- Inverno (1983)

Curtas-metragens
- A Pedra (2018)
- Os Caminhos de Scliar (2014)
- Amores Passageiros (2012)
- Dona Cristina Perdeu a Memória (2002)
- Em Frente da Lei Tem um Guarda (2000) - Documentário
- O Sanduíche (2000)
- 3 Minutos (1999)
- O Oitavo Selo (1999)
- O Velho do Saco (1999)
- Trampolim (1998)
- Uma História de Verdade (1998) - Documentário
- Ângelo Anda Sumido (1997)
- Sexo & Beethoven - O Reencontro (1997)
- O Futuro da Terra (1997) - Documentário
- Um Homem Sério (1996)
- Deus Ex-machina (1995)
- Ventre Livre (1994) - Documentário
- Batalha Naval (1992)
- A Coisa Mais Importante da Vida (1990)
- Memória (1990) - Documentário
- O Corpo de Flávia (1990)
- Ilha das Flores (1989)
- O Amor nos Anos 90 (1989)
- Aulas Muito Particulares (1988)
- Passageiros (1987)

Televisão
- Decamerão, a Comédia do Sexo (2009) - Série de TV Globo.
- Aventuras da Família Brasil (2009) - Série da RBS TV.

- O Padeiro e as Revoluções (2007) - Episódio da série Escritores Gaúchos da RBS TV.

- Quintana e as Musas (2006) - Episódio da série Quintana, Anjo Poeta da RBS TV.
- O Resto É Silêncio (2005) - Episódio da série 5 Vezes Erico da RBS TV.
- Um dos Três (2005-2006) - Série de quadros para o Fantástico da TV Globo
- Cena Aberta (2003) - (3 episódios) Minissérie da TV Globo.
- Brava Gente (2000-2001) (3 episódios) - Série da TV Globo.

- Contos de Inverno (2001) (3 episódios) - Série da RBS-TV.
- Luna Caliente (1999) - Minissérie da TV Globo.
- Curta na TV (1997, 1998) - Programa da TVCOM
- Anchietanos (1997) - Episódio da série A Comédia da Vida Privada da TV Globo.

DVD
- DVD Cuidado que mancha (2006) do grupo musical de mesmo nome.

## Discografia
Com Os Replicantes
(como tecladista e vocal de apoio)
- 1991 - Andróides Sonham com Guitarras Elétricas
- 1989 - Papel de Mau
- 1987 - Histórias de Sexo & Violência